# السحيم (مساعدة)
السحيم هي إحدى مشيخات المملكة المغربية، تتبع جغرافيا لإقليم سيدي سليمان وإداريًا لمساعدة. يقدر عدد سكانها بـ 13255 نسمة حسب الإحصاء الرسمي للسكان والسكنى لسنة 2004.